# Morti nel 1945/Luglio
| Questa pagina contiene informazioni ricavate automaticamente dalle voci biografiche con l'ausilio del template Bio e di un bot. L'aggiornamento è periodico e automatico e ricostruisce completamente la pagina. Se manca una persona in questa lista, sei pregato di non aggiungerla, ma accertati piuttosto che la sua voce biografica contenga il template Bio e che i dati anagrafici siano correttamente compilati. Se il template Bio manca, inseriscilo tu stesso o, in alternativa, metti l'avviso {{tmp\|Bio}} che ne segnala la mancanza. Se i dati riportati sono sbagliati, correggi direttamente la voce biografica; le modifiche saranno visibili in questa lista entro pochi giorni. Per chiarimenti vedi il progetto biografie. La lista contiene solo le 76 persone che sono citate nell'enciclopedia e per le quali è stato implementato correttamente il template Bio. Pagina aggiornata al 18 ago 2025. |

- 1º luglio - Adalbert Zuckschwerdt, militare tedesco (n. 1874)
- 1º luglio - Willibald Borowietz, generale tedesco (n. 1893)
- 2 luglio - Óscar R. Benavides, politico e generale peruviano (n. 1876)
- 4 luglio - Elsie Fogerty, insegnante e scrittrice britannica (n. 1865)
- 4 luglio - Cyprián Majerník, pittore slovacco (n. 1909)
- 5 luglio - John Curtin, politico australiano (n. 1885)
- 5 luglio - Julius Dorpmüller, politico tedesco (n. 1869)
- 5 luglio - Fritz Grau, bobbista tedesco (n. 1894)
- 5 luglio - François-Xavier Ross, vescovo cattolico canadese (n. 1869)
- 6 luglio - Arturo Aly Belfàdel, glottologo e esperantista italiano (n. 1872)
- 6 luglio - Adolf Bertram, cardinale e arcivescovo cattolico tedesco (n. 1859)
- 6 luglio - Zerai Deres, traduttore e patriota eritreo (n. 1915)
- 7 luglio - Salomėja Nėris, poetessa lituana (n. 1904)
- 7 luglio - Peter To Rot, papuano (n. 1912)
- 8 luglio - Germano Baron, partigiano e militare italiano (n. 1922)
- 9 luglio - Luigi Aldrovandi Marescotti, nobile, diplomatico e politico italiano (n. 1876)
- 9 luglio - Giulio Bemporad, astronomo e matematico italiano (n. 1888)
- 9 luglio - Félix Díaz, generale e politico messicano (n. 1868)
- 9 luglio - Raul Forti, militare italiano (n. 1893)
- 9 luglio - Maria Pawlikowska-Jasnorzewska, poetessa e drammaturga polacca (n. 1894)
- 10 luglio - Guido Buffarini Guidi, politico italiano (n. 1895)
- 11 luglio - Mario Acquaviva, politico e rivoluzionario italiano (n. 1900)
- 11 luglio - Hugh Elles, generale inglese (n. 1880)
- 11 luglio - Duilio Scandali, poeta italiano (n. 1876)
- 11 luglio - Ludwig Schmaderer, alpinista e sportivo tedesco (n. 1913)
- 11 luglio - Stanko Tavčar, calciatore jugoslavo (n. 1898)
- 12 luglio - Emil Benecke, pallanuotista tedesco (n. 1898)
- 12 luglio - Dan Crimmins, attore britannico (n. 1863)
- 12 luglio - Boris Galërkin, matematico e ingegnere sovietico (n. 1871)
- 12 luglio - Wolfram von Richthofen, generale tedesco (n. 1895)
- 13 luglio - Emmanuel Bove, scrittore francese (n. 1898)
- 13 luglio - Oreste Cimoroni, prefetto e politico italiano (n. 1890)
- 13 luglio - Joachim Hamann, militare tedesco (n. 1913)
- 13 luglio - Alla Nazimova, attrice russa (n. 1879)
- 15 luglio - Thomas Balvay, arbitro di calcio francese (n. 1888)
- 15 luglio - Julio Lores, calciatore peruviano (n. 1908)
- 15 luglio - Ugo Maneo, politico italiano (n. 1855)
- 17 luglio - Ernst Busch, generale tedesco (n. 1885)
- 17 luglio - Andrea Rapisardi Mirabelli, giurista italiano (n. 1883)
- 18 luglio - John Bray, mezzofondista statunitense (n. 1875)
- 18 luglio - Baldassarre Negroni, regista, sceneggiatore e produttore cinematografico italiano (n. 1877)
- 19 luglio - George Barbier, attore statunitense (n. 1865)
- 19 luglio - Dragutin Gavrilović, militare serbo (n. 1882)
- 19 luglio - Edward Knoblock, commediografo e scrittore statunitense (n. 1874)
- 19 luglio - Avgustin Vološin, politico, presbitero e saggista ucraino (n. 1874)
- 19 luglio - Heinrich Wölfflin, storico dell'arte svizzero (n. 1864)
- 20 luglio - Bismarck Mantovani, musicista e arrangiatore italiano (n. 1874)
- 20 luglio - Paul Valéry, scrittore, poeta e filosofo francese (n. 1871)
- 21 luglio - Antonio Carlini, scultore e pittore italiano (n. 1853)
- 21 luglio - Luigi Lenzini, presbitero italiano (n. 1881)
- 21 luglio - Ryōsuke Nunoi, tennista giapponese (n. 1909)
- 22 luglio - Emmanuel Foulon, arciere belga (n. 1871)
- 22 luglio - José Maria Veloso Salgado, pittore portoghese (n. 1864)
- 23 luglio - Marcello Soleri, politico e militare italiano (n. 1882)
- 24 luglio - Varrone Ducci, politico italiano (n. 1898)
- 24 luglio - Rosina Storchio, soprano italiano (n. 1872)
- 25 luglio - Kurt Gerstein, militare tedesco (n. 1905)
- 25 luglio - Sophus Jensen, pallanuotista statunitense (n. 1889)
- 25 luglio - Albert Tyler, astista statunitense (n. 1872)
- 26 luglio - Frederic Edward Clements, botanico, micologo e ecologo statunitense (n. 1874)
- 26 luglio - Maria Pierina De Micheli, religiosa italiana (n. 1890)
- 26 luglio - Dick La Reno, attore irlandese (n. 1863)
- 27 luglio - Gaston Milian, medico e dermatologo francese (n. 1871)
- 27 luglio - Albert Taillandier, pistard francese (n. 1879)
- 28 luglio - Margot Asquith, scrittrice scozzese (n. 1864)
- 28 luglio - Elio Marcuzzo, attore italiano (n. 1917)
- 28 luglio - Emilio Sailer, militare e politico italiano (n. 1865)
- 28 luglio - Alois Šmolík, ingegnere aeronautico cecoslovacco (n. 1897)
- 28 luglio - Francesco Traina Gucciardi, magistrato italiano (n. 1882)
- 29 luglio - Samuel Mqhayi, scrittore e poeta sudafricano (n. 1875)
- 30 luglio - Émile Duplat, ammiraglio francese (n. 1880)
- 30 luglio - Edoardo Imparati, ornitologo e naturalista italiano (n. 1872)
- 30 luglio - Kuno von Westarp, politico tedesco (n. 1864)
- 31 luglio - Ludwig Müller, pastore protestante tedesco (n. 1883)
- 31 luglio - Primo Piovesan, scrittore, attore teatrale e giornalista italiano (n. 1891)
- 31 luglio - Artemio Ricarte, rivoluzionario e generale filippino (n. 1866)